# Elisabeth Leiss
Elisabeth Leiss (* 19. Mai 1957 in Regenstauf) ist eine deutsche Germanistin, Linguistin und Autorin. Sie ist emeritierte Professorin an der Ludwig-Maximilians-Universität München.

## Werdegang
Leiss begann ihr Studium der Germanistik, Romanistik und Philosophie an der Universität Regensburg, studierte dann an der Friedrich-Alexander-Universität Erlangen-Nürnberg und schloss 1981 mit dem Staatsexamen ab. Auch nach ihrer Promotion mit einer Arbeit zu Sprachuniversalien aus patholinguistischer Perspektive ein Jahr später blieb sie bis 1992 – nunmehr als Wissenschaftliche Assistentin, dann Oberassistentin – an der Universität Erlangen-Nürnberg und habilitierte sich 1990 mit der Arbeit Die Verbalkategorien des Deutschen. Es folgte ein Aufenthalt bis 1994 als Heisenberg-Stipendiatin an der Pariser Sorbonne.
Elisabeth Leiss erhielt 1995 eine Professur an der Otto-Friedrich-Universität Bamberg. 2002 wurde sie auf den Lehrstuhl für Germanistische Linguistik an die Ludwig-Maximilians-Universität München berufen, den sie bis zu ihrer Emeritierung besetzte.

## Standpunkte
Leiss plädiert für eine Deregulierung der Rechtschreibung. Sie stellt die Praxis der Sprachnormierung durch Duden-Regeln und ihre Reform in Frage. Es geht ihr um die "Befreiung der Schrift aus dem orthographischen Gefängnis" und "mehr Spielraum für alle Falsch- und Rechtschreiber" und sie begrüßt den Einfluss von Graffiti auf die Schreibweise.
Ein deutsch-britisches Kooperations-Projekt "Uncartesianische Linguistik" – ein Ausdruck der auf einen Buchtitel von Noam Chomsky zurückgeht – unter Beteiligung von Elisabeth Leiss betraf das Thema Universalgrammatik. Es wird eine Tradition der Grammatiktheorie, die im 13. Jahrhundert begann, wieder aufgenommen. Ausgangspunkt ist die Annahme, dass Sprache nicht eine Kodierung unabhängig von ihr gefasster Gedanken ist, sondern vielmehr die Struktur der menschlichen Wahrnehmung und ihrer gedanklichen Verarbeitung bestimmt; es eine allen Sprachen gemeinsame Grammatik gibt, die in menschlicher Weise das Seiende strukturiert.
Bereits 1994 kritisierte Leiss die gendergerechte Sprache. Konsequente Anwendung beider Formen, der männlichen und der weiblichen, resultiere in einer Sexualisierung und Sexierung von Sprache. Aus linguistischer Sicht ist ihr Argument, es  handele sich um  eine Vermengung von Genus und Sexus, der grammatischen Kategorie Genus und der inhaltlichen Kategorie Sexus (natürliches Geschlecht). Im Hinblick auf das Ziel der Gleichbehandlung der Geschlechter meint sie,  die Hervorhebung des Geschlechts als ihr angeblich entscheidendstes Merkmal habe den Frauen mehr geschadet als genutzt, was auch für die Sprache gelte. In jüngster Zeit kritisierte Leiss die Praxis des neuen Duden für beide Geschlechterformen, etwa von Berufsbezeichnung, eigene Einträge vorzusehen, als Teil des "aktuellen Gender-Unsinns" und "grotesk und absolut unverantwortlich".

## Monografien
- Die regulierte §chrift. Plädoyer für die Freigabe der Rechtschreibung, Palm und Enke, Erlangen 1997, ISBN 3-7896-0814-9 (mit Johann Leiss; das §-Zeichen im Titel steht mit dem Inhalt in Verbindung).
- Artikel und Aspekt: die grammatischen Muster von Definitheit, De Gruyter, Berlin 2000, ISBN 3-11-016718-2.
- Sprachphilosophie", De Gruyter, Berlin 2012 (2. aktualisierte Aufl.) ISBN 978-3-11-028023-4.

## Mitgliedschaften
- Deutsche Gesellschaft für Sprachwissenschaft[9]

- Association of Linguistic Typology[9]
- Deutscher Germanistenverband[9]
- Societas Linguistica Europaea[9]